# Emilio Vidal Llanes
Emilio Vidal Llanes (Barcelona, 8 de diciembre de 1900 - Sabadell, 24 de mayo de 1968) fue un jugador y entrenador de fútbol español.

## Trayectoria

### Jugador
La carrera de Vidal como jugador se desarrolló en su mayor parte antes de que en España se iniciara la competición de Liga. Jugaba como defensa zurdo y sus comienzos fueron en diferentes clubs barceloneses. El primero fue el infantil del Internacional FC, donde coincidió con José Samitier. Posteriormente pasó por las categorías inferiores del New Catalònia y el FC España, dando el paso al primer equipo. La trayectoria de Vidal en el club, el cual cambió su nombre en 1923 por el de Gràcia FC, tan solo quedó interrumpida por su participación en la guerra del Rif, en la reacción española tras la derrota en Annual.
En 1924 fichó por el Club Deportivo Castellón, donde rápidamente cuajó una buena relación con la afición y llegó a ser capitán. Se convirtió en titular indiscutible en un equipo que ganó dos Campeonatos Regionales en las temporadas 1928/29 y 1929/30, así como el ascenso a la Segunda División aquella misma campaña. En 1931 se le celebró un partido homenaje que enfrentó a su club con una selección catalana, permaneciendo en el club, aunque ya con un menor protagonismo, hasta la desaparición de éste en 1933.
Finalizaría su carrera como jugador en el Nules CF, que por aquel entonces se disputa la hegemonía del fútbol provincial con el SC La Plana y la SD Burriana.

### Entrenador
La carrera como entrenador de Emilio Vida comenzó en el CF Nules, que contaba por entonces con uno de los mejores equipos de su historia. Con Vidal en el banquillo y grandes jugadores como Antonio Pérez o Miguel Martínez el club llegó a ser campeón en la temporada 1939/40 del Campeonato Regional de segunda categoría y de la Copa Amateur Valenciana, aunque finalmente fue desposeído de este último título por la propia Federación.
Posteriormente, tanto Vidal como Pérez y Martínez terminaron en un refundado CD Castellón que había logrado en 1941 el ascenso a Primera División. Tras varias temporadas de éxito, marchó temporalmente en la 1944/45 al Granada CF. Un año después regresó al Castellón para posteriormente marcharse con Antonio Pérez al Atlético Aviación. En el club madrileño estuvo cerca de ganar la Liga en la primera temporada. Posteriormente, también en Primera División, entrenó al CE Sabadell y UE Lleida, al que ascendió en 1950 por primera vez a la división de honor. En 1949, cuando el Comité de Entrenadores de la Real Federación Española de Fútbol celebró en Burgos el primero de sus cursos, Vidal obtendría su título de entrenador de forma oficial.
Ya en segundo plano, regresó por tercera vez al Castellón en 1951, aunque esta vez para competir en Tercera División. Posteriormente Vidal pasó también por los banquillos del Burgos CF, CF Extremadura, Mercantil de Sabadell, Olesa de Monserrat y Atlético Gironella.

## Clubes

### Jugador
| Club         | País   | Año       |
| ------------ | ------ | --------- |
| FC España    | España | -1924     |
| CD Castellón | España | 1924-1933 |
| CF Nules     | España | 1933-1935 |

### Entrenador
| Club                   | País   | Año       |
| ---------------------- | ------ | --------- |
| CF Nules               | España | 1939-1941 |
| CD Castellón           | España | 1941-1944 |
| Granada CF             | España | 1944-1945 |
| CD Castellón           | España | 1945-1946 |
| Atlético Aviación      | España | 1946-1948 |
| CE Sabadell            | España | 1948-1949 |
| UE Lleida              | España | 1949-1951 |
| CD Castellón           | España | 1951-1952 |
| Burgos CF              | España |           |
| CF Extremadura         | España |           |
| CE Mercantil           | España |           |
| CF Olesa de Montserrat | España |           |
| Atlético de Gironella  | España |           |